# Wspólnota administracyjna Allmendingen
Wspólnota administracyjna Allmendingen – wspólnota administracyjna (niem. Vereinbarte Verwaltungsgemeinschaft) w Niemczech, w kraju związkowym Badenia-Wirtembergia, w rejencji Tybinga, w regionie Donau-Iller, w powiecie Alb-Donau. Siedziba wspólnoty znajduje się w miejscowości Allmendingen, przewodniczącym jej jest Kerstin Breymaier.
Wspólnota administracyjna zrzesza dwie gminy wiejskie:
- Allmendingen, 4 441 mieszkańców, 45,90 km²
- Altheim, 582 mieszkańców, 7,80 km ²